# Pablo Nogués
Pablo Nogués (Buenos Aires, 16 de septiembre de 1878 - 14 de enero de 1943) fue un ingeniero y administrador público argentino que dirigió varias reparticiones y empresas públicas de su país a principios del siglo XX. Su servicio al Estado abarcó los últimos gobiernos conservadores, los primeros gobiernos radicales y la llamada década infame.
Es especialmente célebre por su desempeño al frente de los Ferrocarriles del Estado por más de una década, desde 1932 hasta su muerte, lo que le valió ser calificado como un "caracterizado exponente del empresariado estatal" por el historiador Tulio Halperín Donghi y mencionado como "insustituible" por Félix Luna.

## Formación y carrera académica
Nogués cursó sus estudios secundarios en el Colegio Nacional de Buenos Aires y estudió ingeniería civil en la Facultad de Ciencias Exactas y Naturales de la Universidad de Buenos Aires, graduándose con medalla de oro en 1901. Allí fue compañero de Agustín P. Justo, futuro presidente del país entre 1932 y 1938, con quien lo uniría una larga amistad. Más tarde se desempeñó como profesor de Ferrocarriles y Tecnología en la misma facultad.

## Antecedentes profesionales
Tras obtener el título de Ingeniero, Nogués comenzó a trabajar en el área de estudios hidráulicos del Ministerio de Agricultura. Como dependiente de ese ministerio fue enviado a Europa a gestionar la compra de los equipos que permitirían el descubrimiento de petróleo en Comodoro Rivadavia en 1907, dando inicio a la industria petrolera argentina. Posteriormente fue nombrado al frente de la Dirección General de Ferrocarriles, donde se desempeñó satisfactoriamente desde 1911 hasta 1918. Luego tuvo un breve paso por la Caja de Conversión.
En 1924 fue designado integrante del Consejo e ingeniero principal de la Administración General de Ferrocarriles del Estado. Sin embargo, pocos meses después el presidente Marcelo T. de Alvear lo nombró al frente de la Dirección General de Obras Sanitarias de la Nación, donde trabajó hasta la finalización del mandato del anterior, en 1928. En 1925, su "gestión rigurosa" consiguió contener el crecimiento de los gastos que se venía evidenciando y asegurar el incremento de los ingresos de Obras Sanitarias de la Nación a partir de la expansión de las redes de agua y saneamiento.

## Servicio en los Ferrocarriles del Estado
Pablo Nogués fue convocado al frente de la Administración General de Ferrocarriles del Estado (AGFE) por el presidente Agustín P. Justo apenas tras su asunción, en febrero de 1932.
Los Ferrocarriles del Estado se encontraban en una mala situación económica, con importantes déficit de explotación, y habían tenido una administración inestable durante los gobiernos radicales. Nogués consiguió reorganizar las finanzas de la empresa e inició un ciclo de importante expansión y mejora en los servicios. Su fuerte carácter y amistad personal con Justo le habrían dado, además, un margen de autonomía en la conducción de la entidad con el que no contaron otros administradores. En 1934 presentó su renuncia aduciendo motivos de salud, que le fue rechazada por el presidente.

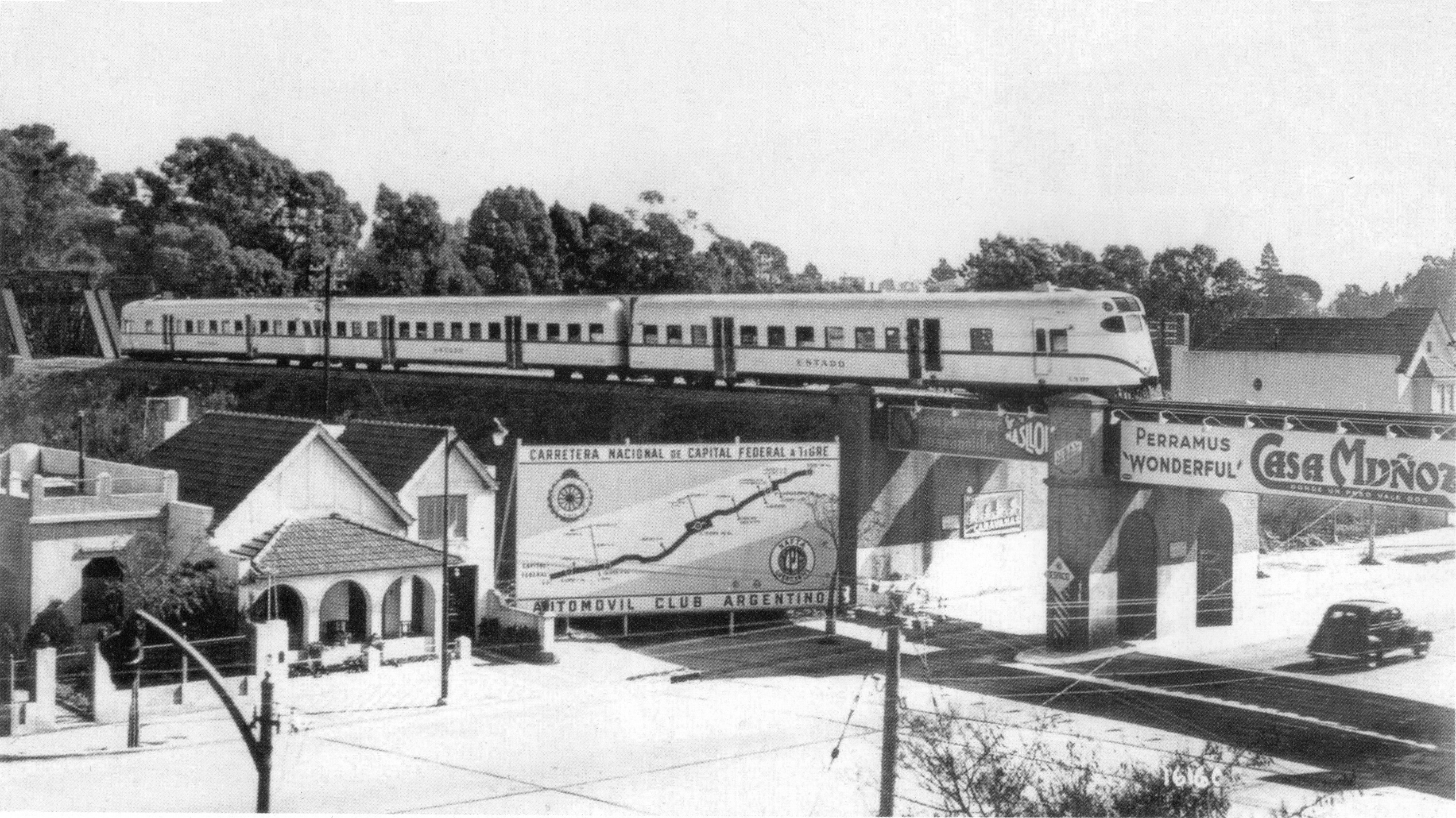
La incorporación de cochemotores Ganz permitió reemplazar la tracción a vapor y mejorar los servicios de los Ferrocarriles del Estado.

Al asumir Nogués, la deuda con proveedores de los Ferrocarriles del Estado alcanzaba los 120 millones de pesos moneda nacional y el déficit de explotación los 8,1 millones. Ya en 1932 el déficit se redujo a 5,6 millones. En 1933 se logró un reducido superávit y un año más tarde la cifra alcanzaba los 4,8 millones. En el último año en que Nogués presidió Ferrocarriles del Estado, 1942, el superávit fue de 36,3 millones de pesos moneda nacional.
Distintas fuentes dan cuenta del acabado sentido de la profesionalidad de Pablo Nogués. Una vez alcanzada la rentabilidad, Nogués dispuso que todos los empleados de los Ferrocarriles del Estado cobraran una bonificación salarial como forma de participación en las utilidades. Por otro lado, se habría negado en forma tajante a permitir nombramientos políticos, con la frase "El único puesto disponible en la administración es el mío". Nogués recorría diariamente las instalaciones de los Ferrocarriles del Estado y comprobaba la calidad de sus servicios, controlando en forma periódica los boletines de tráfico.
Durante la administración de Nogués los Ferrocarriles del Estado tuvieron un rol activo de competencia con los ferrocarriles privados. En 1934 adquirieron el Tranvía a Vapor de Rafaela, el Ferrocarril Trasandino y el Ferrocarril Central del Chubut. Por su parte, en 1938 se firmó el convenio de explotación, luego perfeccionado en una compraventa, del Ferrocarril Central Córdoba (FCCC), que permitió a los Ferrocarriles del Estado contar con un acceso propio a Buenos Aires y su puerto.
La adquisición del FCCC consolidó el predominio estatal en líneas de trocha métrica. En la zona urbana del Gran Buenos Aires, actual línea Belgrano Norte, se emprendieron considerables mejoras en el servicio de pasajeros con el progresivo reemplazo de los trenes a vapor por cochemotores diésel de la firma húngara Ganz-Mávag.

## Homenajes

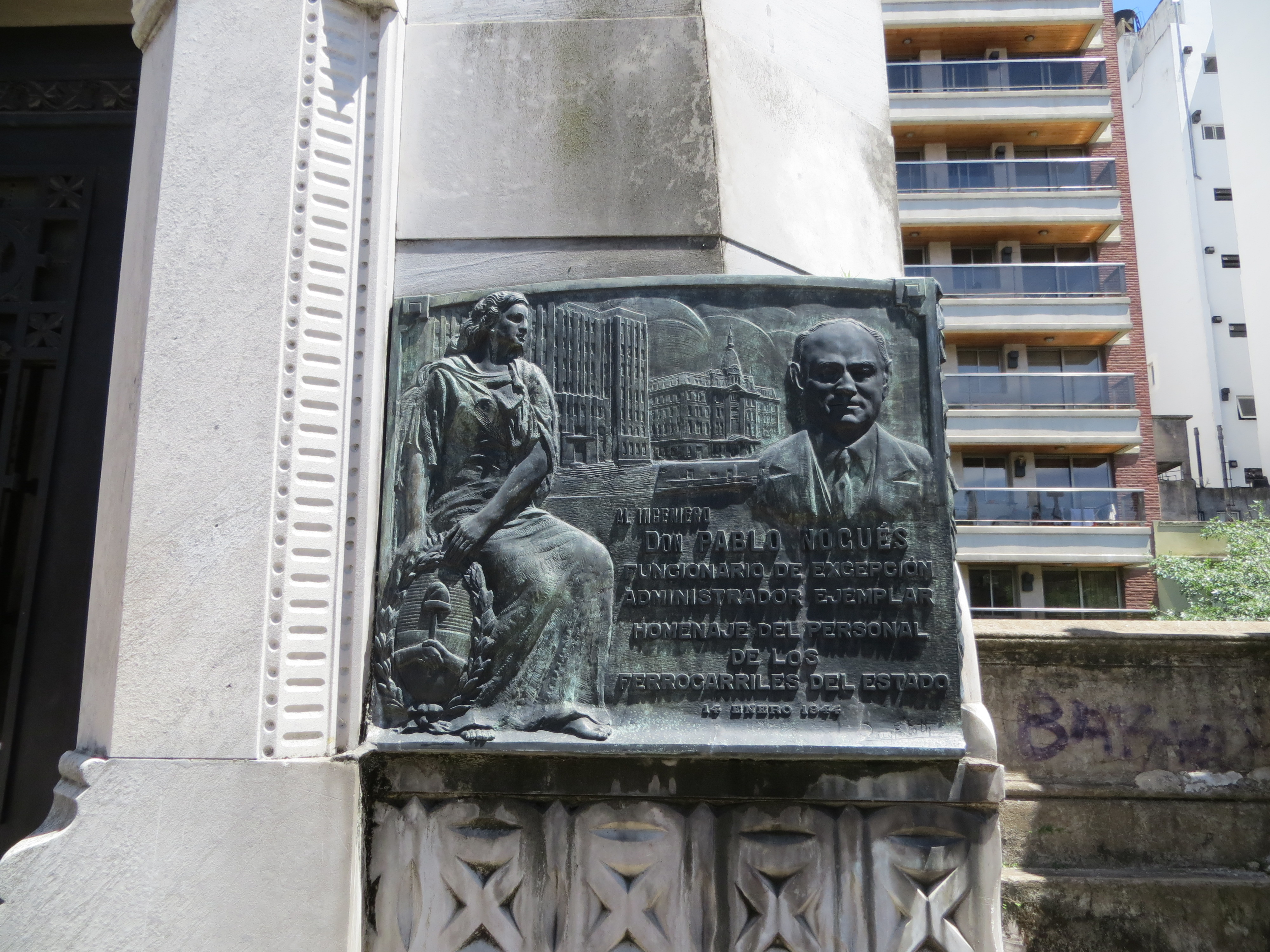
Placa de homenaje de los Ferrocarriles del Estado a Pablo Nogués colocada en su bóveda en el Cementerio de la Recoleta.

Alrededor de 1955 se le dio el nombre de Ingeniero Pablo Nogués a una parada ubicada en el km 34 del ramal CC del Ferrocarril General Belgrano, actual línea Belgrano Norte. El Ferrocarril Belgrano fue a grandes rasgos el continuador de los Ferrocarriles del Estado tras la nacionalización ferroviaria del gobierno de Juan Domingo Perón. Alrededor de la estación se formó una localidad que también lleva el nombre de Nogués, ubicada en el partido de Malvinas Argentinas.
En 1964 fue inaugurado un busto de Pablo Nogués en la estación Retiro.
En 1917 se inauguró el colegio técnico secundario homónimo en la provincia de Mendoza